# West Bishop
West Bishop – jednostka osadnicza w Stanach Zjednoczonych, w stanie Kalifornia, w hrabstwie Inyo.
Spis powszechny Stanów Zjednoczonych z 2020 r. wykazał, że West Bishop liczyło 2754 mieszkańców. Gęstość zaludnienia wynosiła 314,4 mieszkańców na milę kwadratową (121,4/km2). Skład rasowy West Bishop wynosił 82,3% białych, 0,3% Afroamerykanów, 2,4% rdzennych Amerykanów, 1,9% Azjatów, 4,4% innych ras i 8,7% dwóch lub więcej ras. Hiszpanie lub Latynosi dowolnej rasy stanowili 11,0% populacji.
Cała populacja żyła w gospodarstwach domowych. Było 1162 gospodarstw domowych, z czego 23,3% obejmowało dzieci poniżej 18 roku życia, 61,8% stanowiły gospodarstwa domowe par małżeńskich, 5,1% stanowiły gospodarstwa domowe par żyjących w konkubinacie, 20,0% stanowiły gospodarstwa domowe prowadzone przez kobiety bez obecnego partnera, a 13,2% stanowił gospodarstwa domowe prowadzone przez mężczyznę bez obecnego partnera. 24,6% gospodarstw domowych było jednoosobowych, a 16,4% stanowiły gospodarstwa domowe jednoosobowe w wieku 65 lat lub starsze. Średnia wielkość gospodarstwa domowego wynosiła 2,37. Było 819 rodzin (70,5% wszystkich gospodarstw domowych).

## Polityka
W legislaturze stanowej West Bishop znajduje się w 8. okręgu senackim, reprezentowanym przez Demokratkę Angelique Ashby, i 26. okręgu Zgromadzenia, reprezentowanym przez Demokratę Patricka Ahrensa.
W ustawodawstwie federalnym West Bishop znajduje się w 8. okręgu kongresowym Kalifornii, reprezentowanym przez Demokratę Johna Garamendiego.